# Ross Johnson
Ross Yorke Johnson (nacido el 2 de enero de 1976) es un exfutbolista inglés que jugó principalmente como defensa. Jugó en la Football League para Brighton & Hove Albion y Colchester United, y también jugó fútbol fuera de la liga con Dagenham & Redbridge, Canvey Island, Worthing y Eastbourne Borough.

## Carrera profesional
Nacido en Brighton, Johnson comenzó su carrera sénior en Brighton & Hove Albion en 1994. Sus dos primeros goles con el club llegaron el 5 de febrero de 2009; un cabezazo en el minuto 55 a la salida de un córner, seguido de su segundo gol en el minuto 86, también de un córner, en el empate 2-2 ante el  Swansea City. Durante seis años en Brighton, apareció 132 veces en la liga, marcando dos veces.
En enero de 2000, Johnson se unió a Colchester United en un préstamo de un mes, haciendo seis apariciones durante su mes en el club. Después de su período de préstamo en Colchester, se unió a Colchester de forma permanente en una transferencia gratuita, firmando un contrato de dos años y medio con el club. Apareció 46 veces para Colchester durante este período en el club, anotando una vez, antes de ser liberado al final de su contrato en 2002.
Después de su liberación, Johnson fichó por Dagenham & Redbridge, aunque Johnson dejó Dagenham & Redbridge en septiembre de 2002 después de 7 apariciones, uniéndose al Canvey Island de la Isthmian League.
En el verano de 2003, Johnson fichó por el Worthing de la Isthmian League, haciendo su debut con el club en un empate 1-1 contra Windsor & Eton en agosto de 2003. Se unió al Eastbourne Borough de Conference South en el verano de 2004 antes de irse más tarde ese año por consentimiento mutuo después de solo un juego.